# Wickenby
Wickenby – wieś i civil parish w Anglii, w Lincolnshire, w dystrykcie West Lindsey. W 2011 civil parish liczyła 206 mieszkańców. Wickenby jest wspomniana w Domesday Book (1086) jako Wichingebi/Whighingesbi.